# Eisenach
Eisenach (da Issenach/Isenacha, acqua veloce o, in lingua celtica corso d'acqua nella valle paludosa) è una città extracircondariale della Turingia, in Germania. Celebre per aver dato i natali al compositore Johann Sebastian Bach, e per aver ospitato, nella fortezza della Wartburg, il fuggitivo Martin Lutero - che nel 1521 lì redasse l'edizione tedesca delle Scritture.

## Geografia fisica
Eisenach è situata al limite settentrionale della Selva di Turingia (Thüringer Wald), sulla direttrice Lipsia-Francoforte sul Meno. La città è attraversata dai fiumi Werra, Hörsel e Nesse.

## Storia
Presso Eisenach si trova il castello della Wartburg, costruito nel 1067 a difesa della Via Regia. Alla fine del XII secolo divenne residenza dei conti di Turingia e vi risiedette santa Elisabetta di Turingia. La prima citazione della città risale al 1180, nel 1283 diviene città e sede del langravio, status che perse però nel 1405.
Nel 1498 Martin Lutero soggiornò in città e studiò il latino. Il 2 maggio 1521, sulla via del ritorno dalla Dieta di Worms, Lutero si fermò ad Eisenach e vi tenne una predica; per metterlo al sicuro dall'Imperatore che lo aveva bandito, l'elettore Federico il Saggio organizzò un falso rapimento e tenne nascosto Lutero nella Wartburg fino al 1º marzo 1522; durante la falsa prigionia il padre della Riforma tradusse in tedesco il Nuovo Testamento dall'originale greco (utilizzando per lo più una edizione critica curata da Erasmo da Rotterdam). 
Nel 1525 Eisenach venne danneggiata dagli scontri della guerra dei contadini tedeschi e nel 1528 la città adottò ufficialmente la Riforma.
Il 31 marzo 1685 vi nacque Johann Sebastian Bach, figlio di Johann Ambrosius Bach, conduttore del gruppo di fiati comunale. Nel 1777 Johann Wolfgang von Goethe soggiornò a Wartburg su invito del duca Ernst August von Sachsen-Weimar e nel 1807 vi transitò Napoleone Bonaparte. Durante un trasporto di rifornimenti per le guerre napoleoniche, nel 1810 esplose un veicolo adibito al trasporto di polvere da sparo, in città si trova un monumento di commemorazione dell'episodio.

### Simboli
Il 1º agosto 1927 è stato approvato lo stemma comunale basato sul primo sigillo cittadino conosciuto della fine del XIII secolo.

## Monumenti e luoghi d'interesse
- Castello di Eisenach, edificio settecentesco, fatto costruire dal duca Ernesto Augusto I di Sassonia-Weimar, commettendo l'opera all'architetto Gottfried Heinrich Krohne.
- Wartburg, castello fatto costruire nel 1073 dal langravio Ludwig der Springer. Fu dimora del langravio Ludovico IV e della principessa Elisabetta d'Ungheria. Ospitò Martin Lutero che qui, tra il 1521 ed il 1522, tradusse il Nuovo Testamento in tedesco. Nel 1999 il castello di Wartburg è stato dichiarato dall'UNESCO Patrimonio dell'umanità.
- Municipio di Eisenach.
- Chiesa di San Giorgio, luterana.
- Casa natale (e museo) di Johann Sebastian Bach.

## Amministrazione

### Gemellaggi
- Marburgo, dal 1988
- Sedan, dal 1991
- Waverly, dal 1992
- Skanderborg, dal 1993
- Mahilëŭ, dal 1996